# Ti Ti Ti (trilha sonora de 2010)
A trilha sonora nacional da telenovela brasileira Ti Ti Ti foi lançada em agosto de 2010 pela Som Livre e foi dividida em dois CDs, e a internacional já foi lançada e também foi dividida em dois CDs.

## Nacional Vol. 1
Capa com: Tesouras da abertura
1. "Rapte-me, Camaleoa" - Maria Gadú (tema de Jaqueline)
2. "Teus Olhos" - Ivete Sangalo (Participação especial de Marcelo Camelo) (tema de Desirée e Armandinho)
3. "Go Back" - Titãs (tema de Suzana)
4. "Quem Eu Sou" - Sandy (tema de Thaísa)
5. "Décadence Avec Élégance" - Zélia Duncan (tema geral)
6. "Ti-Ti-Ti" - Rita Lee (tema de abertura)
7. "Nature Boy" - Caetano Veloso (tema de Edgar)
8. "Fala" - Gottsha (tema de Bruna)
9. "You and I (Muito Obrigado, Axé)" - Sérgio Mendes, Carlinhos Brown e Nayanna Holley (tema geral)
10. "Seu Tipo" - Ney Matogrosso (tema de Jacques Leclair)
11. "Você Vai Lembrar de Mim" - Milton Guedes (tema de Renato)
12. "Vestígios" - Jorge Guilherme (tema de Jorgito)
13. "Agora é Moda" - Biquini Cavadão (tema geral)
14. "Primeiro Beijo" - sim sou eu

## Nacional Vol. 2
Capa com: Manequim da abertura
Nota: a música "Aventura" aparece no disco na versão original, mas a que tocava na novela era uma versão diferente.
1. "O Que Eu Não Conheço" - Maria Bethânia  (tema de Rebeca)
2. "A Linha e o Linho - Andrea Dutra e Marcus Nabuco (tema de Cecília)
3. "Sei Lá" - Ricky Vallen  (tema de Marcela)
4. "Soldier of Love" - João Pinheiro (tema geral)
5. "Como Eu Vou Viver (How Do I Live)" - Tânia Mara (tema de Marta)
6. "Overjoyed" - Alcione (tema de Edgar e Luísa)
7. "Cala a Boca e Me Beija" - Karla Sabah (tema de Stéfany)
8. "Crença" - Dudu Falcão part. esp. Lenine (tema de Gino)
9. "Não Se Apavore" - Luca Mundaca (tema de Valquíria)
10. "Quando a Gente Ama Pra Valer" - Ana e Mú (tema de Valquíria e Luti)
11. "Aventura" - Eduardo Dussek (tema de Luti)
12. "Um Filme com Final Feliz" - The Originals (tema de Nicole e Chico)
13. "Quizás, Quizás" - Jussara Silveira (tema de Victor Valentim)
14. "Ele Vai Dar Pinta" - João Sabiá (tema de Adriano)
15. "A Vida é Dura" - Benito Di Paula e Demônios da Garoa (tema de Ari)

## Internacional Vol. 1
Capa com: Alexandre Borges (Jacques Leclair)
1. "Gypsy" - Shakira (tema de Clotilde)
2. "Put It in a Love Song" - Alicia Keys feat. Beyoncé (tema geral)
3. "Blah Blah Blah" - Ke$ha feat. 3OH!3 (tema das festas)
4. "Glam" - Christina Aguilera (tema das festas)
5. "Nothin' on You" - B.o.B feat. Bruno Mars (tema de Thaísa e Eduardo)
6. "Paris Nights/New York Mornings" - Corinne Bailey Rae (tema de locação)
7. "Hey, Soul Sister" - Train (tema de locação)
8. "Friend" - Lowrider (tema geral)
9. "Heartbreak Warfare" - John Mayer (tema de Thales)
10. "Need You Now" - Lady Antebellum (tema de Desireé e Jorgito)
11. "Hold On" - Michael Bublé (tema de Rebeca e Gino)
12. "Not the Right Day" - Lu Alone (tema de Camila e Luti)
13. "Falling For U" - Mister Jam feat. Wanessa (tema das festas)
14. "If a Song Could Get Me You" - Marit Larsen (tema de Lipe)

## Internacional Vol. 2
Capa com: Murilo Benício (Victor Valentim)
1. "Desde Cuando" - Alejandro Sanz (tema de Pedro e Gabriela)
2. "True Colors" - Alessandra Maestrini (tema de Julinho)
3. "Cry Me a River" - Diana Krall (tema romântico geral)
4. "Rock and Roll Lullaby" - Pato Fu (tema de Thaísa)
5. "Es Una Historia / I Am Singing" - Jon Secada (tema de Suzana e Ari)
6. "That's Life" - Westlife (tema de Jaqueline e Jacques Leclair)
7. "Begin the Beguine" - Dan Torres (tema romântico geral)
8. "You'll See" - Susan Boyle (tema de Marcela e Edgar)
9. "La Vie en Rose" - Martina Engel (tema das festas)
10. "The Greatest Love of All" - Rosana Fiengo (tema de Marcela)
11. "S'wonderful" - Pery Ribeiro (tema de locação: São Paulo)
12. "Let's Face the Music and Dance" - Ronaldo Canto e Mello (tema geral)
13. "Volver a Empezar" - Parayzo  (tema geral)

## Ti Ti Ti: Música Original de Mú Carvalho
1. Bilhete para Dudu
2. Agulhas e Linhas 1
3. Agulhas e Linhas 2
4. Agulhas e Linhas 6
5. Agulhas e Linhas 7
6. Agulhas e Linhas 8
7. Aventura de Moo 2
8. Aventura de Moo
9. Dona Mocinha
10. Romantico Moo 1
11. Ação Moo 1
12. Ação Moo 2
13. Ação Moo 3
14. Tensodeep